# Schistomysis kervillei
Schistomysis kervillei är en kräftdjursart som först beskrevs av Georg Ossian Sars 1885.  Schistomysis kervillei ingår i släktet Schistomysis och familjen Mysidae. Arten är reproducerande i Sverige. Inga underarter finns listade i Catalogue of Life.